# Boboliczki
Boboliczki – wieś w Polsce położona w województwie zachodniopomorskim, w powiecie koszalińskim, w gminie Bobolice.
W latach 1975–1998 miejscowość położona była w województwie koszalińskim.

## Zabytki
- park dworski, z drugiej połowy XIX, nr rej.: 1030 z 13.06.1978, pozostałość po dworze.